# Крај Драге
Крај Драге (хрв. Kraj Drage, итал. Riva Draga) је насељено место у општини Света Недеља, Истарска жупанија, Хрватска.

## Историја
До територијалне реорганизације у Хрватској биле су у саставу старе општине Лабин.

## Становништво
У попису становништва из 2011. године, Крај Драге су имале 49 становника.
| Број становника према пописима | Број становника према пописима | Број становника према пописима | Број становника према пописима | Број становника према пописима | Број становника према пописима | Број становника према пописима | Број становника према пописима | Број становника према пописима | Број становника према пописима | Број становника према пописима | Број становника према пописима | Број становника према пописима | Број становника према пописима | Број становника према пописима | Број становника према пописима |
| ------------------------------ | ------------------------------ | ------------------------------ | ------------------------------ | ------------------------------ | ------------------------------ | ------------------------------ | ------------------------------ | ------------------------------ | ------------------------------ | ------------------------------ | ------------------------------ | ------------------------------ | ------------------------------ | ------------------------------ | ------------------------------ |
| 1857                           | 1869                           | 1880                           | 1890                           | 1900                           | 1910                           | 1921                           | 1931                           | 1948                           | 1953                           | 1961                           | 1971                           | 1981                           | 1991                           | 2001                           | 2011                           |
| 0                              | 0                              | 98                             | 88                             | 107                            | 112                            | 0                              | 0                              | 94                             | 78                             | 75                             | 41                             | 45                             | 41                             | 50                             | 49                             |

Напомена: До 1991. исказивано под именом Крај Драга. Године 1857, 1869, 1921. и 1931. подаци су садржани у насељу Свети Мартин.